# FAM104B
FAM104B (англ. Family with sequence similarity 104 member B) – білок, який кодується однойменним геном, розташованим у людей на X-хромосомі. Довжина поліпептидного ланцюга білка становить 115 амінокислот, а молекулярна маса — 13 109.
| 10         |  | 20         |  | 30         |  | 40         |  | 50         |
| ---------- |  | ---------- |  | ---------- |  | ---------- |  | ---------- |
| MGGCPVRKRR |  | RNGSKEGNHH |  | STQPKRNKRN |  | PIFQDSQDTE |  | FSWSDNERSS |
| SRINIPERAS |  | GPEGNLNQIV |  | TEPDANFPQF |  | LHEGLSKPVY |  | VINWFMSFGP |
| EIKLNTSQQG |  | RNQAV      |  |            |  |            |  |            |

A: Аланін

C: Цистеїн

D: Аспарагінова кислота

E: Глутамінова кислота

F: Фенілаланін

G: Гліцин

H: Гістидин

I: Ізолейцин

K: Лізин

L: Лейцин

M: Метіонін

N: Аспарагін

P: Пролін

Q: Глутамін

R: Аргінін

S: Серин

T: Треонін

V: Валін

W: Триптофан

Задіяний у такому біологічному процесі, як альтернативний сплайсинг. 